# Дзаули, Ламберто
Ламберто Дзаули (итал. Lamberto Zauli; род. 19 июля 1971, Рим) — итальянский тренер и футболист, игравший на позиции атакующего полузащитника.

## Биография

### Карьера игрока
Вырос в городе Гроссето, играл в молодёжном составе футбольного клуба «Гроссето», в этой команде играл его отец Лоренцо. Первой командой в профессиональной карьере Ламберто стала молодёжная команда клуба «Модена», игравшая в сезоне 1989/90 в серии С1. В дальнейшем играл за команду «Чентесе» в серии C2, забив за один сезон 20 мячей.
В 1991 году клуб «Фано» подписал к себе футболиста. Отыграв один сезон он вернулся в «Модену», к этом времени бывшей в серии B. Вскоре он перешёл в футбольный клуб «Равенна», на следующий сезон был отдан в аренду «Клеваркоре». В 1994 году он вернулся в «Равенну», игравшую в серии С1. Переход команды в серию B привлёк внимание к её игрокам со стороны клубов высшего дивизиона.
С 1997 по 2001 год Дзаули играл в клубе «Виченца». В первом сезон игрок отличился тремя голами в рамках УЕФА; достигшая полуфинала команда за свою игру получила прозвище «Реал Виченца» (по аналогии с «Реал Мадрид»). После перехода клуба в серию B Ламберто остался в составе, сумевшем в 2000 году вернуться в высшую лигу. В 2001 году игрок перешёл в футбольный клуб «Болонья» на один сезон, после чего играл за «Палермо» в период с 2002 по 2005 год, ставший одним из успешнейших для команды (выход из серии B в сезоне 2003/04, участие в отборочных матчах в Европе).
После этого Дзаули перешёл в начале сезона 2005/06 в команду «Сампдория». В январе 2006 года игрок возвратился в «Болонью». В сезоне 2007/08 он играл за «Кремонезе», игровая карьера была окончена в клубе второго дивизиона «Беллария-Иджеа-Марина» в сезоне 2008/09.

### Карьера тренера
В 2009 году стало известно о решении клуба «Беларии» назначить Дзаули главным тренером. Покинул пост в апреле 2010 года из-за плохих результатов команды, оказавшейся в зоне вылета.
29 июня 2010 года стало известно о его назначении тренером «Фано», игравшего во втором дивизионе.
3 января 2012 года Дзаули стал новым главным тренером «Реджаны», игравшей в высшем дивизионе.
В дальнейшем был нанят в попавший в Лигу Про клуб «Порденоне» на сезон 2014/15, но был уволен 23 сентября 2014 года из-за плохих показателей.

## Игровой стиль
Высокий и физически сильный атакующий полузащитник, Ламберто Дзаули отличался креативностью, его игра отличалась изяществом и элегантностью, великолепной техникой и дриблингом. Как игрок был известен ударами с дальнего расстояния и штрафными. За свой талант, контроль игры, авторитет и выступления в итальянском втором дивизионе Дзаули получил прозвище «Зидан Серии B».

## Достижения

### Клуб
Виченца
- Серия B: 1999/2000

Палермо
- Серия B: 2003/04